# Laitila
Laitila [ˈlɑi̯tilɑ] (schwedisch: Letala) ist eine Stadt in Südwestfinnland mit 8366 Einwohnern (Stand 31. Dezember 2022). Sie liegt in der Region Vakka-Suomi im Nordwesten der Landschaft Varsinais-Suomi, rund 18 Kilometer nordöstlich von Uusikaupunki. Die Stadt Rauma liegt 30 Kilometer nördlich, Turku 60 Kilometer südlich. Laitila liegt an der Staatsstraße 8 (Europastraße 8) von Turku nach Oulu.
Laitila war bereits in prähistorischer Zeit bewohnt. Im Gebiet der Stadt wurden zahlreiche archäologische Funde gemacht, so das älteste in Finnland gefundene Glasobjekt, ein Trinkhorn aus römischer Zeit, und ein eisenzeitliches Kriegergrab. Die St.-Michael-Kirche im Zentrum von Laitila stammt aus dem Zeitraum zwischen 1460 und 1483. Im Dorf Pertteli im Stadtgebiet von Laitila befindet sich eine dem Heiligen Bartholomäus geweihte Kirche aus dem 18. Jahrhundert an der Stelle eines älteren Vorgängerbaus, den der Heilige Heinrich von Uppsala veranlasst haben soll. Auch die Dorfkirche von Untamala (1785) befindet sich an der Stelle einer mittelalterlichen Kirche. Die Gemeinde Laitila wurde 1868 gegründet, seit 1986 ist Laitila eine Stadt.
In Laitila sind Zulieferer aus der Auto-, Informations- und Werftindustrie, metallverarbeitende Betriebe und eine größere Getränkefabrik, die Bier, Cidre, Limonaden und Wasser produziert.
Laitila unterhält Städtepartnerschaften mit Cuxhaven (Deutschland), Härryda (Schweden), Masasi (Tansania) und Võru (Estland).

## Ortschaften
Zu der Gemeinde gehören die Orte Haaro, Hartikkala, Haukka, Kaariainen, Kaivola, Katinhäntä, Kaukola, Kiveinen, Kivijärvi, Kodjala, Koliseva, Koukkela, Kouma, Kovero, Kovio, Kusni, Laitila, Lausti, Leinmäki, Liesjärvi Malko, Mudainen, Niemi, Nästi, Pahojoki, Palttila, Pato, Pehtsalo, Salo, Seppälä, Sillantaka, Silo, Sorola, Soukainen, Suontaka, Syttyä, Torre, Untamala, Vahantaka, Vaimaro, Valko, Vekka, Vidilä, Viikainen und Ytö.

## Söhne und Töchter
- Kustaa Aadolf Inkeri (1908–1997), Mathematiker und Astronom
- Pasi Saarela (* 1973), Eishockeyspieler
- Susanna Tapani (* 1993), Eishockey- und Ringettespielerin